# Joan Furnes
Joan Furnes (en llatí Joannes Phurnes, en grec Ἰωάννης Φουρνῆς) fou un monjo del monestir de Mont Ganus en el regnat de l'emperador Aleix I Comnè.
S'oposava a l'església llatina i va escriure una  Ἀπολογία, Defensio, o Ἰωάννης Διάλεξις, Disceptatio, on explicava en forma de diàleg una discussió amb Pere, Arquebisbe de Milà que va tenir lloc davant de l'emperador. Sembla que va adoptar l'estil de diàleg per comoditat, i que no transmet la polèmica real.